# Хаген, Ута
Ута Тайра Хаген (англ. Uta Thyra Hagen; 12 июня 1919 — 14 января 2004) — американская актриса и театральный педагог.

## Биография
Ута Хаген родилась в семье немецкого искусствоведа Оскара Хагена и его супруги, оперной певицы Тиры Лайснер. В 1924 году её отцу предложили работу в Корнеллском университете, и вся семья вместе с ним переехала в США. Её детство прошло в городе Мадисон, штата Висконсин, где она обучалась в местной школе и университете. Студенткой Ута принимала участие в студенческих театральных постановках. В 1936 году она некоторое время училась в Королевской академии драматического искусства, а в 1937 году, после окончания университета в Висконсине, переехала в Нью-Йорк. Её актёрский дебют состоялся в том же году в театре города Дэннис, Массачусетс, в пьесе «Гамлет», где она сыграла Офелию.
В 1938 году Хаген вышла замуж за Хосе Феррера, от которого родила дочь Летисию, а спустя 10 лет они развелись.
Первоначально Ута была исключительно театральной актрисой, удостоившейся за свою карьеру двух премий «Тони»: одну за роль в «Деревенской девушке» (1951), а вторую за роль в постановке «Кто боится Вирджинию Вульф?» (1963).
Её карьера в кино и на телевидении была во многом менее заметной, чем в театре, из-за того, что Хаген была включена в «Чёрный список» Голливуда из-за связей с Полем Робсоном, позже она прокомментирует свое попадание в чёрный список: «Этот факт сохранил мою чистоту». Кинодебют Уты состоялся лишь в 1972 году, и наиболее известными фильмами с её участием стали «Мальчики из Бразилии» (1978) и «Изнанка судьбы» (1990). В 1986 году Ута была номинирована на Дневную премию «Эмми» за свою роль в мыльной опере «Одна жизнь, чтобы жить», как Лучшая актриса второго плана в драматическом сериале.
Ута также являлась преподавателем в Нью-Йоркской актёрской школе, открытой в 1957 году. 25 января 1957 года Ута вышла замуж за её основателя Герберта Бергхофа, после смерти которого в 1990 году стала председателем в этой школе. Среди её учеников были Марлон Брандо, Джек Леммон, Роберт Де Ниро, Аль Пачино, Лайза Миннелли, Вупи Голдберг, Сигурни Уивер, Мэттью Бродерик и многие другие. Хаген также стала автором двух книг по актёрскому мастерству: «Respect for Acting» (1973) и «A Challenge for the Actor» (1991), а в 1976 году была опубликована её поваренная книга.
В 1981 году Ута была включена в Американский театральный холл славы, а в 1999 году ей вручили специальную премию «Тони» за жизненные достижения. В 2002 году Джордж Буш-младший наградил её Президентской медалью искусств.
Ута Хаген умерла 14 января 2004 года в Нью-Йорке в возрасте 84 лет, перенеся за три года до этого инсульт.

## Фильмография
| Год       |    | Русское название           | Оригинальное название      | Роль                 |
| --------- | -- | -------------------------- | -------------------------- | -------------------- |
| 1945      | тф | —                          | Victory                    | н/д                  |
| 1950      | с  | Телевизионный театр Крафта | Kraft Television Theatre   | леди Макбет          |
| 1952      | с  | —                          | Betty Crocker Star Matinee | н/д                  |
| 1959      | с  | Театр 90                   | Playhouse 90               | н/д                  |
| 1959      | с  | Пьеса недели               | ITV Play of the Week       | Наталья Петровна     |
| 1960      | с  | —                          | CBS Repertoire Workshop    | н/д                  |
| 1966      | с  | Долгое жаркое лето         | The Long, Hot Summer       | Элеанор Дейвис       |
| 1970      | с  | CBS: Театр                 | CBS Playhouse              | Аннамэй Уайтли       |
| 1972      | ф  | Другой                     | The Other                  | Ада                  |
| 1978      | ф  | Мальчики из Бразилии       | The Boys from Brazil       | Фрида Малоуни        |
| 1982      | с  | Лу Грант                   | Lou Grant                  | сестра Луиз Фроули   |
| 1984      | тф | —                          | A Doctor’s Story           | миссис Хильда Райнер |
| 1986      | с  | Сумеречная зона            | The Twilight Zone          | Глория               |
| 1987      | с  | ABC Специально после школы | ABC Afterschool Specials   | Оми                  |
| 1988—1989 | с  | Таттинджеры                | Tattingers                 | Хани Эпстайн         |
| 1990      | ф  | Изнанка судьбы             | Reversal Of Fortune        | Мария                |
| 1991      | с  | Американский театр         | American Playhouse         | Софи                 |
| 1999      | мс | Царь горы                  | King of the Hill           | Морин                |
| 1999      | с  | Тюрьма Оз                  | Oz                         | Мама Рибадоу         |
| 2002      | с  | Одна жизнь, чтобы жить     | One Life to Liv            | Хортенс              |

## Награды и номинации
| Награда | Год  | Категория                        | Название работы            | Результат |
| ------- | ---- | -------------------------------- | -------------------------- | --------- |
| Сатурн  | 1979 | Лучшая киноактриса второго плана | Мальчики из Бразилии       | Номинация |
| Тони    | 1951 | Лучшая женская роль в пьесе      | Деревенская девушка        | Победа    |
| Тони    | 1963 | Лучшая женская роль в пьесе      | Кто боится Вирджинии Вулф? | Победа    |